# Spasmo cadaverico
Lo spasmo cadaverico o postmortem, conosciuto anche come rigidità istantanea o catalettica, è una rara forma di irrigidimento muscolare che avviene nel momento della morte, persiste nel periodo del rigor mortis e può essere scambiato per quest'ultimo. La causa è sconosciuta ma di solito è associato a morti violente. Lo spasmo cadaverico può riguardare tutti i muscoli del corpo, ma solitamente interessa solo gruppi di muscoli come l'avambraccio o le mani.
Esso si manifesta in casi di annegamento quando la vittima afferra erba, sterpaglie, radici o altri materiali, e fornisce la prova di vita al momento dell'ingresso in acqua.